# Liriomyza philadelphi
Liriomyza philadelphi är en tvåvingeart som beskrevs av Mitsuhiro Sasakawa 1961. Liriomyza philadelphi ingår i släktet Liriomyza och familjen minerarflugor. Inga underarter finns listade i Catalogue of Life.